# Lightstorm Entertainment
Lightstorm Entertainment   este o companie americană de producție de filme. Compania a fost fondată de regizorul canadiano-american James Cameron și de producătorul Lawrence Kasanoff în 1990 și este cel mai bine cunoscută pentru producerea filmelor Terminatorul 2: Ziua Judecății, Titanic și Avatar. Cameron a angajat, de asemenea, alți realizatori de filme ca să producă și să regizeze filme sub sigla Lightstorm.

## Filmografie

### Filme

#### Filme lansate
- Terminatorul 2: Ziua Judecății (1991)
- The Abyss: Special Edition (1993)
- Minciuni adevărate (1994)
- Amintiri periculoase (1995)
- Titanic (1997)
- Solaris (2002)
- Avatar (2009)
- Alita: Îngerul războinic (2019)
- Terminator: Destin întunecat (2019)
- Avatar: Calea apei (2022)

#### Filme viitoare
- Avatar: Fire and Ash (2025)
- Avatar 4 (2029)
- Avatar 5 (2031)

### Seriale
- True Lies (2023)